# Provincia de Hakkâri
Hakkâri es una de las 81 provincias de Turquía. Está situada en el extremo suroriental del país, en la frontera con Irak e Irán. Limita al oeste con la provincia de Sirnak y al norte con la provincia de Van. La capital es la ciudad del mismo nombre. 
- Superficie: 7,121 km²
- Población (2000): 236,581
- Densidad de población: hab./km²

- Distritos (ilçeler):
  - Çukurca
  - Derecik
  - Hakkâri
  - Şemdinli
  - Yüksekova